# Patricia Djaté-Taillard
Patricia Djaté-Taillard (née le 3 janvier 1971 à Paris) est une athlète française, spécialiste des épreuves de demi-fond. 

## Biographie
Licenciée au Stade Athlétique de Pamiers, elle a couru le 800 m et le 1 500 m. Elle a été coordinatrice du demi-fond pour la Fédération française d'athlétisme, et entraîneur au Pôle Espoir d'athlétisme de Talence. En 2015, en Aquitaine, elle est chargée du suivi des athlètes minimes, des entraîneurs, des structures d’entraînement, et aussi de l’entraînement au centre régional de demi-fond, où elle conseille les filles.

## Palmarès

### International
| Date | Compétition                    | Lieu      | Résultat | Épreuve |
| ---- | ------------------------------ | --------- | -------- | ------- |
| 1990 | Championnats du monde juniors  | Plovdiv   | 8e       | 800 m   |
| 1994 | Championnats d'Europe          | Helsinki  | 7e       | 800 m   |
| 1995 | Championnats du monde          | Göteborg  | 4e       | 800 m   |
| 1995 | Finale du Grand Prix           | Monaco    | 3e       | 800 m   |
| 1996 | Championnats d'Europe en salle | Stockholm | 1re      | 800 m   |
| 1996 | Jeux olympiques                | Atlanta   | 6e       | 800 m   |
| 1996 | Finale du Grand Prix           | Milan     | 2e       | 1 500 m |
| 1997 | Championnats du monde en salle | Paris     | 2e       | 1 500 m |
| 2000 | Championnats d'Europe en salle | Gand      | 5e       | 1 500 m |

### National
- Championnats de France d'athlétisme :
  - En plein air : vainqueur du 800 m en 1994 et 1999
  - En salle : vainqueur du 800 m en 1994, 1995, 1996, 1997 et 1999 ; du 1 500 m en 2000
- 28 sélections en équipe de France A

## Records
Patricia Djaté-Taillard a détenu plusieurs records de France dans les épreuves de demi-fond :  celui du 800 m à 3 reprises, en 1994, et 2 fois en 1995 (dont son record personnel de 1 min 56 s 53), du 1 000 m en 1995 (en 2 min 31 s 93), du 1 500 m en 1996 (4 min 02 s 26) et du mile en 1997 (4 min 27 s 58). Elle a par ailleurs amélioré les records nationaux en salle du 800 m (à cinq reprises de 1996 à 1999), du 1 000 m (2 min 37 s 87 en 1997) et du 1 500 m (4 min 06 s 16 en 1997)
| Épreuve | Épreuve      | Performance   | Lieu      | Date             |
| ------- | ------------ | ------------- | --------- | ---------------- |
| 800 m   | En plein air | 1 min 56 s 53 | Monaco    | 9 septembre 1995 |
| 800 m   | En salle     | 2 min 01 s 04 | Gand      | 19 février 1999  |
| 1 500 m | En plein air | 4 min 02 s 26 | Bruxelles | 23 août 1996     |
| 1 500 m | En salle     | 4 min 06 s 16 | Paris     | 9 mars 1997      |